# Orodesmus camelus
Orodesmus camelus är en mångfotingart som beskrevs av Cook 1896. Orodesmus camelus ingår i släktet Orodesmus och familjen Oxydesmidae. Inga underarter finns listade i Catalogue of Life.